# Баюновские Ключи
Баюно́вские Ключи́ — село в Первомайском районе Алтайского края России. Административный центр Баюновоключевского сельсовета.

## География
Село находится у реки Лосиха.
Уличная сеть
В селе 22 улицы и 2 переулка.
Расстояние до
- районного центра Новоалтайск: 19 км.
- краевого центра Барнаул: 29 км.

Ближайшие населённые пункты
Покровка 4 км, Фирсово 7 км, Украинский 9 км, Жилино 10 км, Восход 10 км, Правда 12 км, Малахово 13 км, Романово 14 км, Солнечное 14 км.
Климат
Климат континентальный. Устойчивый период снежного покрова составляет 160-170 дней, абсолютный минимум температуры воздуха может достигать -50° С. Средняя температура января −19,9 °C, июля +19 °C. Безморозный период длится 110 – 115 дней, абсолютный максимум температуры воздуха достигает в июле — +33-35° С. Годовое количество атмосферных осадков — 360 мм.
Транспорт
Село соединяет с районным и областным центром федеральная автомагистраль М52 Чуйский тракт (Новосибирск—Бийск—Монголия) и сеть региональных автодорог. Ближайшая железнодорожная станция находится в городе Новоалтайск.

## История
В окладных книгах Белоярской волости фамилия крестьянина Баюнова встречается в 1845 году, по фамилии главы семейства и было названо поселение. Баюново также упоминается в «Списке населённых мест Томской губернии 1893 года». Уже после переименования деревня Баюновские Ключи встречается в исторических справках в связи со строительством купцом 2-й гильдии Поскотиновым в 1896 году винокуренного завода. 
Сведения о деревне встречаются и позже, в начале XX века. В «Списке населённых мест Сибирского края 1928 года» в деревне Баюновские Ключи Косихинского района числится 866 человек русской национальности. Начавшееся укрупнение сел с началом строительства в 1913-1915 годах Алтайской железной дороги, проходившей рядом со многими сёлами, способствовало их укрупнению, в том числе, и Баюновских Ключей.

## Население
| 1926  | 1997  | 1998  | 1999  | 2000  | 2001  | 2002  |
| ----- | ----- | ----- | ----- | ----- | ----- | ----- |
| 866   | ↗1537 | ↗1608 | ↗1620 | ↘1564 | ↘1537 | ↗1578 |
| 2003  | 2004  | 2005  | 2006  | 2007  | 2008  | 2009  |
| ↘1537 | ↘1520 | ↘1514 | ↘1492 | ↗1504 | ↘1491 | ↗1519 |
| 2010  | 2011  | 2012  | 2013  |       |       |       |
| ↗1537 | ↗1629 | ↘1602 | ↘1569 |       |       |       |

## Инфраструктура
В селе есть предприятия разного профиля, как производственные, строительные, так и сельскохозяйственные , развита сеть торговых и коммунальных услуг. Работает Баюновоключевская СОШ и детский сад, врачебная амбулатория (филиал КГБУЗ «Первомайская центральная районная больница имени А.Ф. Воробьёва»), Баюновоключевской Дом культуры . В селе есть санаторий «Берёзовая роща» .